# 1995 في الأوروغواي
فيما يلي قوائم الأحداث التي وقعت خلال عام 1995 في الأوروغواي.

## سياسة

### تعيين في المنصب
- 15 فبراير – خورخي باتل عضو مجلس شيوخ الأوروغواي ‏.
- 1 مارس – خوليو ماريا سانغوينيتي رئيس الأوروغواي.

### انتهاء فترة المنصب
- 1 مارس – لويس ألبيرتو لاكايه رئيس الأوروغواي.

## رياضة
- 1 يناير – كوبا أمريكا 1995

## مواليد

### يناير
- 20 يناير – خوسيه خيمينيز لاعب كرة قدم إسباني.

### ديسمبر
- 28 ديسمبر – ماوريسيو ليموس لاعب كرة قدم أوروغواياني.